# La notte è troppo lunga/Peccato!
La notte è troppo lunga/Peccato! è un singolo di Wess & The Airedales, pubblicato dalla Durium nel 1971. Entrambi i brani sono presenti nell'album Superwess.

## I brani

### La notte è troppo lunga
La notte è troppo lunga, cover italiana di (Blame It) On the Pony Express, è il brano scritto da Cristiano Minellono (per il testo italiano), Cook & Greenaway (per il testo originale) e Tony Macaulay (per la musica). Nel 2001 avrebbero potuto interpretarlo i Gazosa, la cui voce sarebbe stata quella di Jessica Morlacchi.

### Peccato!
Peccato! è un brano italianissimo, scritto da Cristiano Minellono (per il testo) e Alberto Anelli (per la musica).

## Tracce
LATO A
- La notte è troppo lunga

LATO B
- Peccato!